# Hasenburger Mühlenbach
Der Hasenburger Mühlenbach (auch Hasenburger Bach) ist ein 15,1 km langer Bach im niedersächsischen Landkreis Lüneburg.

## Geografie

### Verlauf
Der linke Nebenfluss der Ilmenau hat seine Quelle westlich von Embsen und verläuft zunächst in nördlicher Richtung durch die sogenannte „Hasenburger Schweiz“ und das Naturschutzgebiet Hasenburger Bachtal. Er fließt dann bei Oedeme, einem Stadtteil der  Stadt Lüneburg, in östlicher Richtung und danach südlich und mündet zwischen Düvelsbrook und Neu Häcklingen in die Ilmenau.